# 国会議事堂 (ベトナム)
国会議事堂（こっかいぎじどう、ベトナム語：Tòa nhà Quốc hội Việt Nam / 座茹國會越南）は、ベトナム国会の議事堂。 首都ハノイにある。議会は一院制である。

## 概要
2014年に完成した。旧議事堂の解体中にタンロン遺跡が発見され発掘調査が行われたため、予定より数年遅れて使用開始となった。発掘された遺物は議事堂内の資料館に展示されている。
議事堂の設計はコンペで選ばれたドイツの建築事務所「GMP」が担当した。上層部の凹みに配置された屋上庭園が特徴的である。全部で14箇所あり、それぞれ違うデザインで緑化されている。議場は議事堂中央部に配置されている。直径44mの円形となっており、自然光の入る明るい空間となっている。
議事堂内には80の会議室があり、最大収容人数は2500人である。また、1000人を収容できる宴会施設があり、国賓の晩餐会などに対応している。

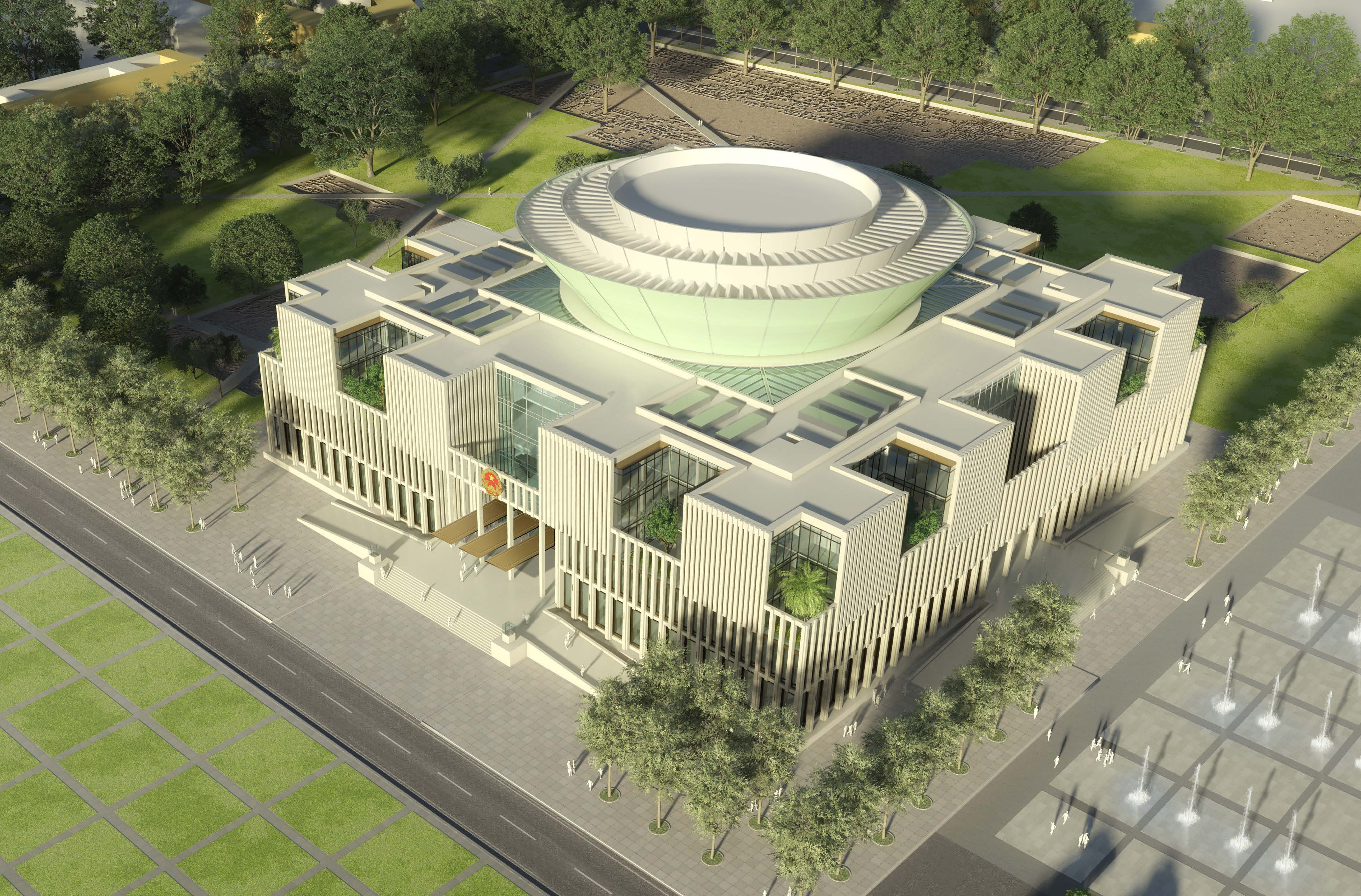
模型
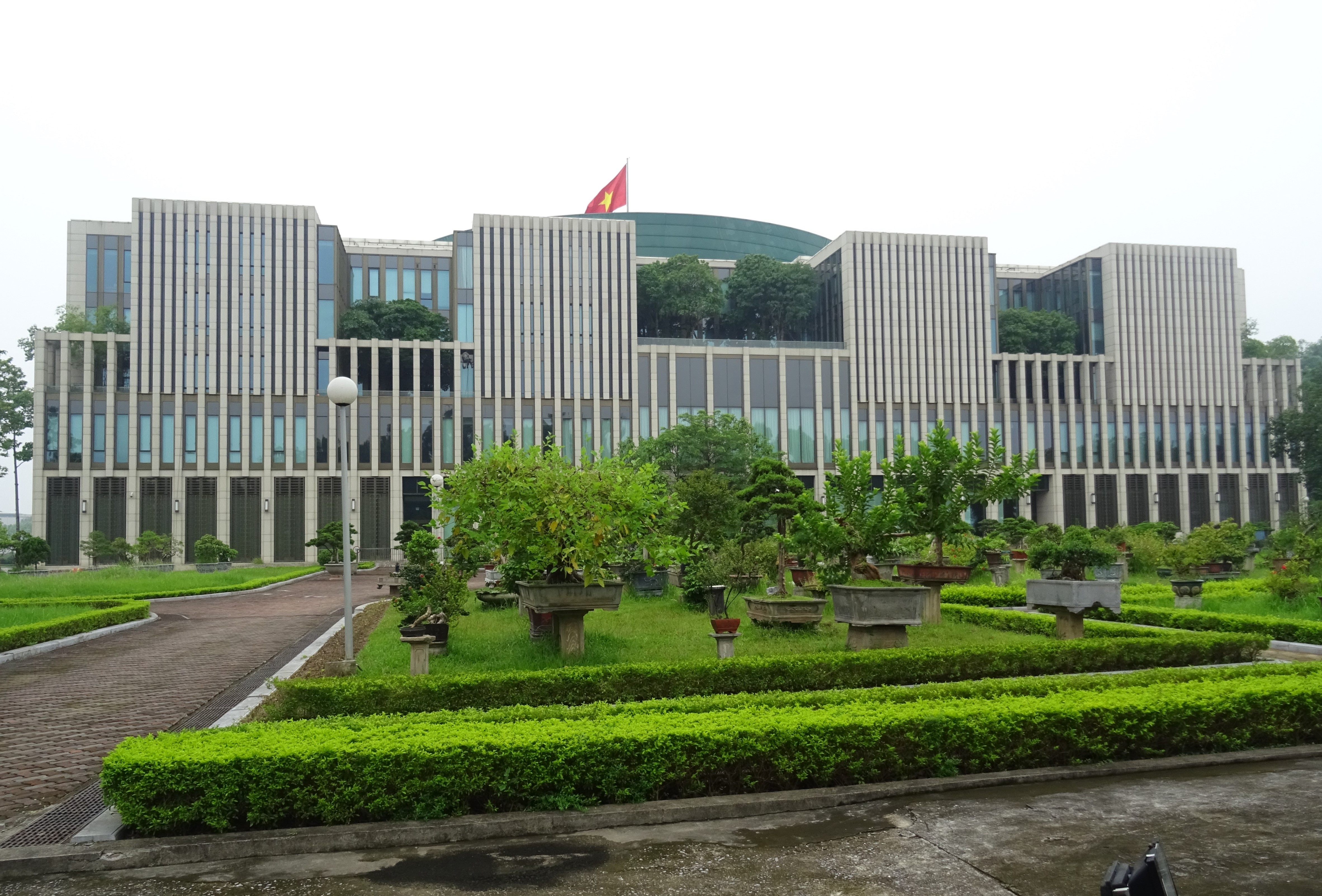
側面
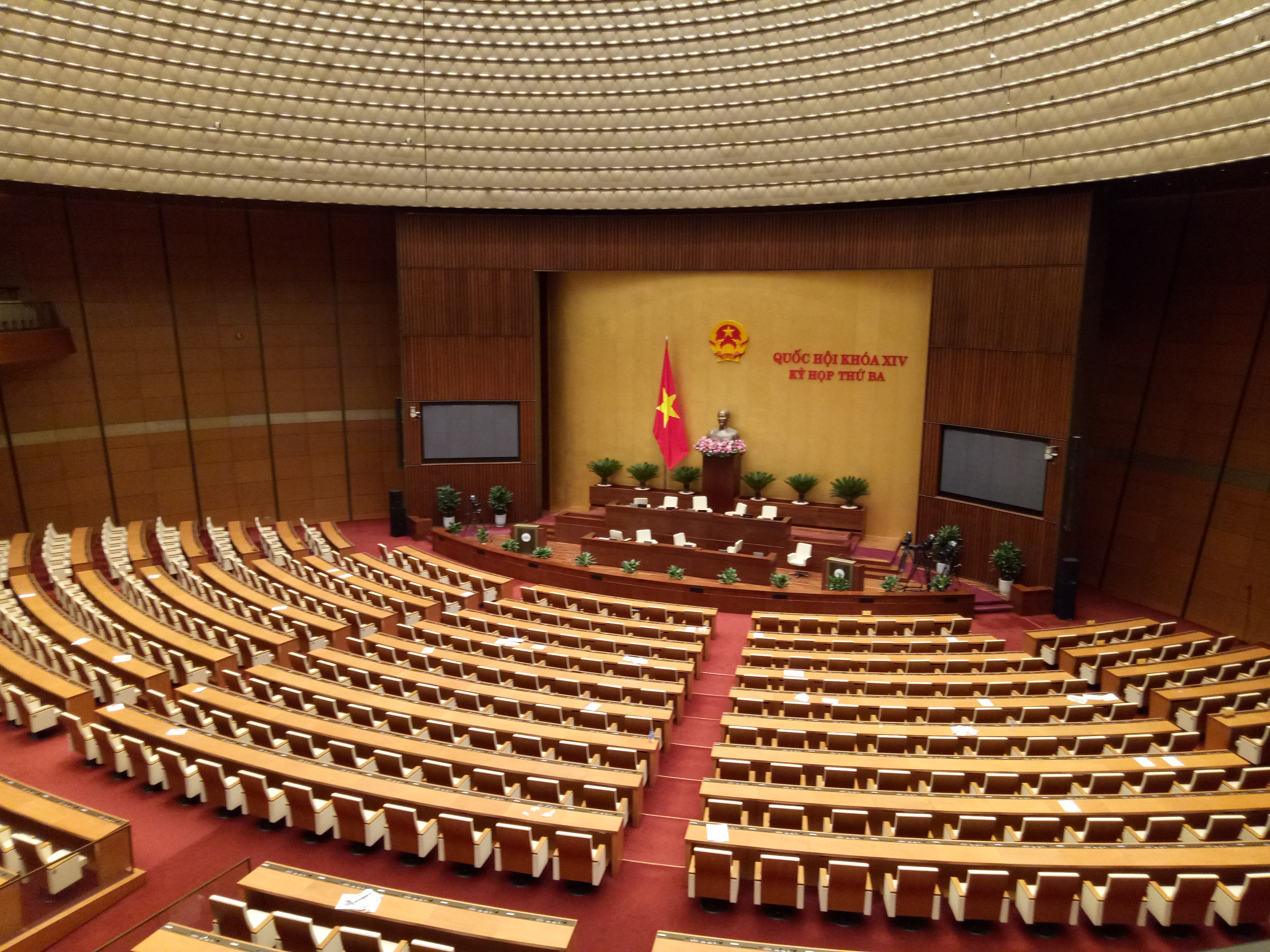
国会本会議場
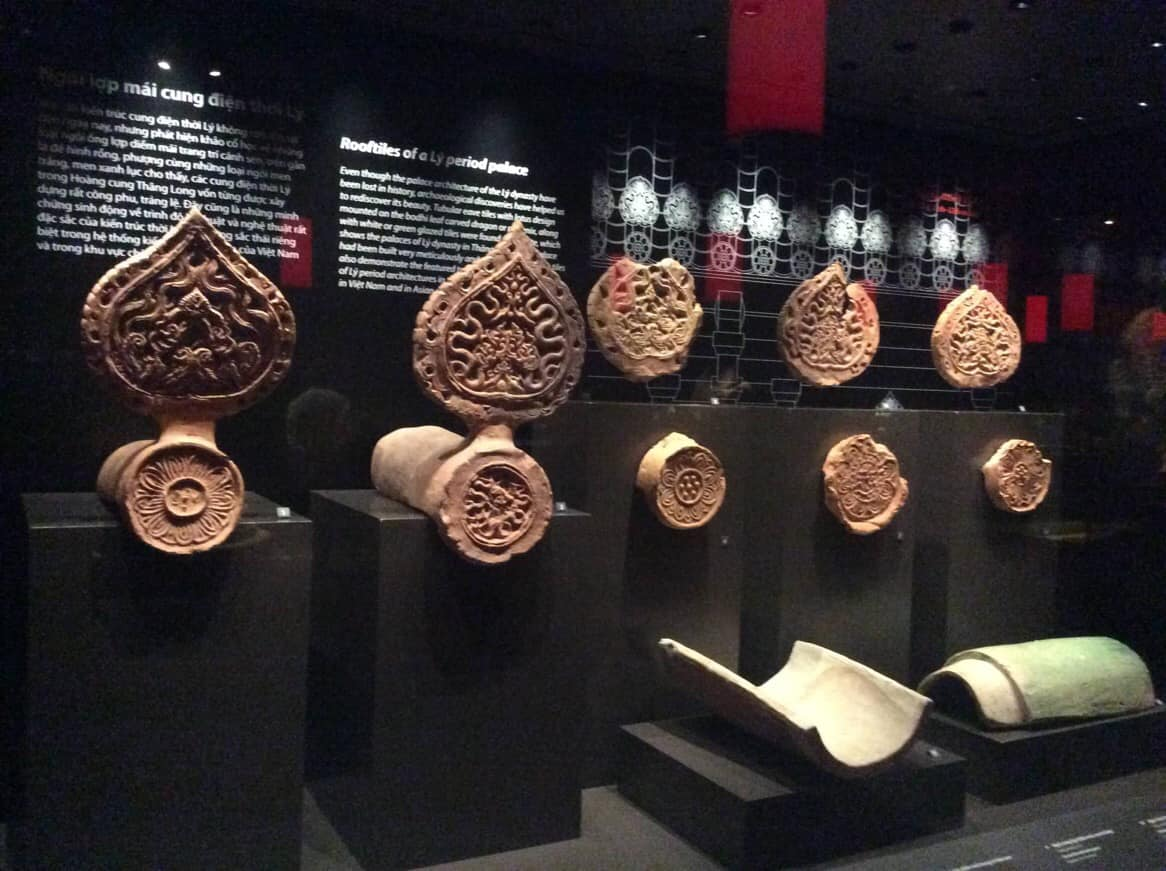
タンロン遺跡資料館